# HyperTerminal
HyperTerminal – program narzędziowy w systemie Microsoft Windows używany do łączenia się z innymi komputerami, które pracują pod kontrolą odmiennych systemów operacyjnych. Możliwe sposoby połączenia obejmują połączenie modemowe (telefoniczne), bezpośrednie kablowe poprzez łącze szeregowe (kablem null modem) oraz łącze TCP poprzez sieć lokalną lub rozległą.
Systemy Microsoft Windows Vista i nowsze nie zawierają już tego oprogramowania.